# 奧拉帕

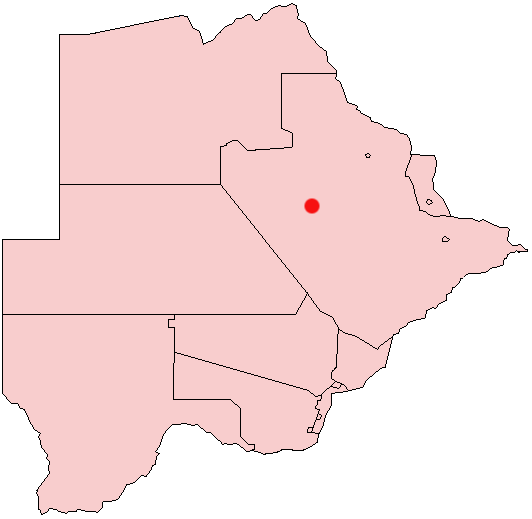

奧拉帕是非洲南部國家博茨瓦納的城鎮，由中部區負責管轄，位於該國中東部，鎮上的鑽石礦場是全世界最大型的礦場之一，基建設施有學校和醫院，2008年人口估計約9,075。
21°20′02″S 25°21′53″E / 21.33389°S 25.36472°E